# Lucicutia aurita
Lucicutia aurita är en kräftdjursart som beskrevs av Cleve 1904. Lucicutia aurita ingår i släktet Lucicutia och familjen Lucicutiidae. Inga underarter finns listade i Catalogue of Life.